# Europees kampioenschap voetbal onder 21 - 2017
Het Europees kampioenschap voetbal onder 21 van 2017 was de 21 editie van het Europees kampioenschap voetbal voor mannen onder de 21. Het toernooi werd georganiseerd door de UEFA en gespeeld van 16 juni tot en met 30 juni 2017 in Polen. Spelers die geboren zijn op of na 1 januari 2017 mogen deelnemen aan dit toernooi. Het aantal teams werd uitgebreid van 8 landen in 2015 naar 12 landen op dit toernooi.

## Stadions
Het toernooi werd gespeeld in Polen. Dit werd besloten door het Uitvoerend Comité van de UEFA op een vergadering in Nyon, Zwitserland. Op 7 juni 2016 maakte de Poolse voetbalbond bekend in welke steden er gespeeld zal worden.
| Lublin                                          | Kielce                              | Gdynia                             | · Kielce Tychy Gdynia Krakau Lublin Bydgoszcz |
| Arena Lublin Capaciteit: 15.500                 | Kolporter Arena Capaciteit: 15.500  | Stadion GOSiR Capaciteit: 15.139   | · Kielce Tychy Gdynia Krakau Lublin Bydgoszcz |
|                                                 |                                     |                                    | · Kielce Tychy Gdynia Krakau Lublin Bydgoszcz |
| Bydgoszcz                                       | Krakau                              | Tychy                              | · Kielce Tychy Gdynia Krakau Lublin Bydgoszcz |
| Zdzisław Krzyszkowiakstadion Capaciteit: 20.247 | Stadion Cracovia Capaciteit: 15.016 | Stadion Miejski Capaciteit: 15.300 | · Kielce Tychy Gdynia Krakau Lublin Bydgoszcz |
|                                                 |                                     |                                    | · Kielce Tychy Gdynia Krakau Lublin Bydgoszcz |

## Kwalificatie
Er deden 53 landen mee aan de kwalificatie. Dat waren bijna alle landen die deel uitmaken van de UEFA. Gibraltar nam alleen niet deel en Polen was automatisch gekwalificeerd, omdat het land gastland is. Er zijn daarom 11 plekken te verdelen. De landen werden verdeeld over 9 groepen. De winnaars van de groepen kwalificeerden zich direct. De vier beste nummers 2 speelden nog play-offs om te bepalen welke twee landen zich ook nog kwalificeerden.

### Gekwalificeerde landen
| Team       | Reden van Kwalificatie | Datum van Kwalificatie | Aantal deelnames | Laatste deelname | Beste resultaat                        |
| ---------- | ---------------------- | ---------------------- | ---------------- | ---------------- | -------------------------------------- |
| Polen      | Gastland               | 26 januari 2015        | 6e               | 1994             | Kwartfinale                            |
| Tsjechië   | Winnaar groep 1        | 7 oktober 2016         | 7e               | 2015             | Winnaar (2002)                         |
| Italië     | Winnaar groep 2        | 11 oktober 2016        | 19e              | 2015             | Winnaar (1992, 1994, 1996, 2000, 2004) |
| Macedonië  | Winnaar groep 3        | 11 oktober 2016        | 1e               | Debuut           | Debuut                                 |
| Portugal   | Winnaar groep 4        | 6 september 2016       | 8e               | 2015             | Tweede (1994, 2015)                    |
| Denemarken | Winnaar groep 5        | 6 september 2016       | 7e               | 2015             | Halve finale (1992, 2015)              |
| Zweden     | Winnaar groep 6        | 10 oktober 2016        | 8e               | 2015             | Winnaar (2015)                         |
| Duitsland  | Winnaar groep 7        | 7 oktober 2016         | 11e              | 2015             | Winnaar (2009)                         |
| Slowakije  | Winnaar groep 8        | 6 oktober 2016         | 2e               | 2000             | Vierde (2000)                          |
| Engeland   | Winnaar groep 9        | 6 oktober 2016         | 14e              | 2015             | Winnaar (1982, 1984)                   |
| Spanje     | Play-off               | 15 november 2016       | 13e              | 2013             | Winnaar (1986, 1998, 2011, 2013)       |
| Servië     | Play-off               | 15 november 2016       | 6e               | 2015             | Tweede (2004, 2007)                    |

## De loting
De loting vond plaats op 1 december 2016 om 18:00 (UTC+1) in het ICE Congrescentrum in Krakau.
De twaalf landen werden verdeeld in drie poules van vier landen. Bij de loting werd rekening gehouden met de coëfficiënten van de verschillende landen om een eerlijke verdeling te maken in de poules met sterkere en minder sterkere landen. Het gastland Polen kwam in een aparte pot, omdat van tevoren werd bepaald dat dit land in poule A op plek 1 terecht komt. De landen uit pot 2 werden verdeel over de poules B en C. Verder kwam er bij iedere poule nog een land uit pot 3 en twee landen uit pot 4.
| Team  | Coëfficiënten |
| ----- | ------------- |
| Polen | 28.102        |

| Team      | Coëfficiënten |
| --------- | ------------- |
| Duitsland | 39.037        |
| Portugal  | 38.378        |

| Team       | Coëfficiënten |
| ---------- | ------------- |
| Engeland   | 36.621        |
| Spanje     | 36.536        |
| Denemarken | 35.590        |

| Team      | Coëfficiënten |
| --------- | ------------- |
| Italië    | 35.546        |
| Zweden    | 34.259        |
| Tsjechië  | 33.690        |
| Servië    | 31.060        |
| Slowakije | 31.057        |
| Macedonië | 23.283        |

## Scheidsrechters
| Scheidsrechter    | 1e assistent scheidsrechter | 2e assistent scheidsrechter | Extra assistenten       | Extra assistenten     |
| ----------------- | --------------------------- | --------------------------- | ----------------------- | --------------------- |
| Harald Lechner    | Andreas Heidenreich         | Maximilian Kolbitsch        | Alexander Harkam        | Julian Weinberger     |
| Jesús Gil Manzano | Ángel Nevado Rodríguez      | Diego Berbero Sevilla       | Carlos del Cerro Grande | Juan Martínez Munuera |
| Benoît Bastien    | Hicham Zakrani              | Frédéric Haquette           | Benoît Millot           | Jérôme Miguelgorry    |
| Tobias Stieler    | Rafael Foltyn               | Jan Seidel                  | Daniel Siebert          | Benjamin Brand        |
| Gediminas Mažeika | Vytautas Šimkus             | Vytenis Kazlauskas          | Donatas Rumšas          | Robertas Valikonis    |
| Serdar Gözübüyük  | Bas van Dongen              | Joost van Zuilen            | Dennis Higler           | Jeroen Manschot       |
| Bobby Madden      | David McGeachie             | Alastair Mather             | Andrew Dallas           | Donald Robertson      |
| Ivan Kružliak     | Tomáš Somoláni              | Branislav Hancko            | Peter Kráľovič          | Filip Glova           |
| Slavko Vinčić     | Tomaž Klančnik              | Andraž Kovačič              | Rade Obrenović          | Roberto Ponis         |

| 4e officials     |
| ---------------- |
| Marcin Borkowski |
| Igor Demeshko    |
| Roy Hassan       |
| Michał Obukowicz |

## Groepsfase

### Groep A
| Pos. | Land      | GW | W | G | V | DV | DT | +/− | Ptn. |
| ---- | --------- | -- | - | - | - | -- | -- | --- | ---- |
| 1    | Engeland  | 3  | 2 | 1 | 0 | 5  | 1  | +4  | 7    |
| 2    | Slowakije | 3  | 2 | 0 | 1 | 6  | 3  | +3  | 6    |
| 3    | Zweden    | 3  | 0 | 2 | 1 | 2  | 5  | –3  | 2    |
| 4    | Polen     | 3  | 0 | 1 | 2 | 3  | 7  | –4  | 1    |

|                            |        |       |          |                                                                                   |
| 16 juni 2017 18:00 (UTC+2) | Zweden | 0 – 0 | Engeland | Kolporter Arena, Kielce Toeschouwers: 11.672 Scheidsrechter: Tobias Stieler (GER) |
| 16 juni 2017 18:00 (UTC+2) |        |       |          | Kolporter Arena, Kielce Toeschouwers: 11.672 Scheidsrechter: Tobias Stieler (GER) |

|                            |           |       |                          |                                                                                  |
| 16 juni 2017 20:45 (UTC+2) | Polen     | 1 – 2 | Slowakije                | Arena Lublin, Lublin Toeschouwers: 14.911 Scheidsrechter: Serdar Gözübüyük (NED) |
| 16 juni 2017 20:45 (UTC+2) | Lipski 1' |       | Valjent 20' Šafranko 78' | Arena Lublin, Lublin Toeschouwers: 14.911 Scheidsrechter: Serdar Gözübüyük (NED) |

|                            |            |       |                        |                                                                                      |
| 19 juni 2017 18:00 (UTC+2) | Slowakije  | 1 – 2 | Engeland               | Kolporter Arena, Kielce Toeschouwers: 12.087 Scheidsrechter: Gediminas Mažeika (LTA) |
| 19 juni 2017 18:00 (UTC+2) | Chrien 23' |       | Mawson 50' Redmond 61' | Kolporter Arena, Kielce Toeschouwers: 12.087 Scheidsrechter: Gediminas Mažeika (LTA) |

|                            |                                 |       |                                |                                                                               |
| 19 juni 2017 20:45 (UTC+2) | Polen                           | 2 – 2 | Zweden                         | Arena Lublin, Lublin Toeschouwers: 14.651 Scheidsrechter: Slavko Vinčić (SLO) |
| 19 juni 2017 20:45 (UTC+2) | Moneta 6' Kownacki 90+1' (pen.) |       | Strandberg 36' Une Larsson 41' | Arena Lublin, Lublin Toeschouwers: 14.651 Scheidsrechter: Slavko Vinčić (SLO) |

|                            |                                     |       |                   |                                                                                   |
| 22 juni 2017 20:45 (UTC+2) | Engeland                            | 3 – 0 | Polen             | Kolporter Arena, Kielce Toeschouwers: 13.176 Scheidsrechter: Harald Lechner (AUT) |
| 22 juni 2017 20:45 (UTC+2) | Gray 6' Murphy 69' Baker 82' (pen.) |       | 79', 82' Bednarek | Kolporter Arena, Kielce Toeschouwers: 13.176 Scheidsrechter: Harald Lechner (AUT) |

|                            |                                 |       |        |                                                                                   |
| 22 juni 2017 20:45 (UTC+2) | Slowakije                       | 3 – 0 | Zweden | Arena Lublin, Lublin Toeschouwers: 11.203 Scheidsrechter: Jesús Gil Manzano (ESP) |
| 22 juni 2017 20:45 (UTC+2) | Chrien 5' Mihalík 22' Šatka 73' |       |        | Arena Lublin, Lublin Toeschouwers: 11.203 Scheidsrechter: Jesús Gil Manzano (ESP) |

### Groep B
| Pos. | Land      | GW | W | G | V | DV | DT | +/− | Ptn. |
| ---- | --------- | -- | - | - | - | -- | -- | --- | ---- |
| 1    | Spanje    | 3  | 3 | 0 | 0 | 9  | 1  | +8  | 9    |
| 2    | Portugal  | 3  | 2 | 0 | 1 | 7  | 5  | +2  | 6    |
| 3    | Servië    | 3  | 0 | 1 | 2 | 2  | 5  | –3  | 1    |
| 4    | Macedonië | 3  | 0 | 1 | 2 | 4  | 11 | –7  | 1    |

|                            |                          |       |        |                                                                                                |
| 17 juni 2017 18:00 (UTC+2) | Portugal                 | 2 – 0 | Servië | Kompleks Sportowy Zawisza, Bydgoszcz Toeschouwers: 10.724 Scheidsrechter: Benoît Bastien (FRA) |
| 17 juni 2017 18:00 (UTC+2) | Guedes 37' Fernandes 88' |       |        | Kompleks Sportowy Zawisza, Bydgoszcz Toeschouwers: 10.724 Scheidsrechter: Benoît Bastien (FRA) |

|                            |                                                    |       |           |                                                                                |
| 17 juni 2017 20:45 (UTC+2) | Spanje                                             | 5 – 0 | Macedonië | Stadion GOSiR, Gdynia Toeschouwers: 8.269 Scheidsrechter: Harald Lechner (AUT) |
| 17 juni 2017 20:45 (UTC+2) | Saúl 10' Asensio 16', 54', 72' Deulofeu 35' (pen.) |       |           | Stadion GOSiR, Gdynia Toeschouwers: 8.269 Scheidsrechter: Harald Lechner (AUT) |

|                            |                                                |       |                                |                                                                                              |
| 20 juni 2017 18:00 (UTC+2) | Servië                                         | 2 – 2 | Macedonië                      | Kompleks Sportowy Zawisza, Bydgoszcz Toeschouwers: 5.121 Scheidsrechter: Robert Madden (SCO) |
| 20 juni 2017 18:00 (UTC+2) | Gaćinović 24' Đurđević 90' Pankov 90+5', 90+5' |       | 64' (pen.) Bardhi 83' Gjorgjev | Kompleks Sportowy Zawisza, Bydgoszcz Toeschouwers: 5.121 Scheidsrechter: Robert Madden (SCO) |

|                            |           |       |                                    |                                                                                 |
| 20 juni 2017 20:45 (UTC+2) | Portugal  | 1 – 3 | Spanje                             | Stadion GOSiR, Gdynia Toeschouwers: 13.862 Scheidsrechter: Tobias Stieler (GER) |
| 20 juni 2017 20:45 (UTC+2) | Bruma 77' |       | 21' Saúl 65' Sandro 90+3' Williams | Stadion GOSiR, Gdynia Toeschouwers: 13.862 Scheidsrechter: Tobias Stieler (GER) |

|                            |                         |       |                                                     |                                                                               |
| 23 juni 2017 20:45 (UTC+2) | Macedonië               | 2 – 4 | Portugal                                            | Stadion GOSiR, Gdynia Toeschouwers: 7.533 Scheidsrechter: Ivan Kružliak (SVK) |
| 23 juni 2017 20:45 (UTC+2) | Bardhi 40' Markoski 80' |       | 2' Edgar Ié 22', 90+1' Bruma 57' Podence 90+2' Jota | Stadion GOSiR, Gdynia Toeschouwers: 7.533 Scheidsrechter: Ivan Kružliak (SVK) |

|                            |                   |       |            |                                                                                                   |
| 23 juni 2017 20:45 (UTC+2) | Servië            | 0 – 1 | Spanje     | Kompleks Sportowy Zawisza, Bydgoszcz Toeschouwers: 12.058 Scheidsrechter: Gediminas Mažeika (LTA) |
| 23 juni 2017 20:45 (UTC+2) | Đurđević 21', 41' |       | 38' Suárez | Kompleks Sportowy Zawisza, Bydgoszcz Toeschouwers: 12.058 Scheidsrechter: Gediminas Mažeika (LTA) |

### Groep C
| Pos. | Land       | GW | W | G | V | DV | DT | +/− | Ptn. |
| ---- | ---------- | -- | - | - | - | -- | -- | --- | ---- |
| 1    | Italië     | 3  | 2 | 0 | 1 | 4  | 3  | +1  | 6    |
| 2    | Duitsland  | 3  | 2 | 0 | 1 | 5  | 1  | +4  | 6    |
| 3    | Denemarken | 3  | 1 | 0 | 2 | 4  | 7  | –3  | 3    |
| 4    | Tsjechië   | 3  | 1 | 0 | 2 | 5  | 7  | –2  | 3    |

|                            |                      |       |          |                                                                                     |
| 18 juni 2017 18:00 (UTC+2) | Duitsland            | 2 – 0 | Tsjechië | Stadion Miejski, Tychy Toeschouwers: 14.051 Scheidsrechter: Jesús Gil Manzano (ESP) |
| 18 juni 2017 18:00 (UTC+2) | Meyer 44' Gnabry 50' |       |          | Stadion Miejski, Tychy Toeschouwers: 14.051 Scheidsrechter: Jesús Gil Manzano (ESP) |

|                            |            |                            |        |                                                                                  |
| 18 juni 2017 20:45 (UTC+2) | Denemarken | 0 – 2                      | Italië | Stadion Cracovia, Krakau Toeschouwers: 8.754 Scheidsrechter: Ivan Kružliak (SVK) |
| 18 juni 2017 20:45 (UTC+2) |            | 54' Pellegrini 86' Petagna |        | Stadion Cracovia, Krakau Toeschouwers: 8.754 Scheidsrechter: Ivan Kružliak (SVK) |

|                            |                                    |       |             |                                                                                  |
| 21 juni 2017 18:00 (UTC+2) | Tsjechië                           | 3 – 1 | Italië      | Stadion Miejski, Tychy Toeschouwers: 13.251 Scheidsrechter: Benoît Bastien (FRA) |
| 21 juni 2017 18:00 (UTC+2) | Trávník 24' Havlík 79' Lüftner 85' |       | 70' Berardi | Stadion Miejski, Tychy Toeschouwers: 13.251 Scheidsrechter: Benoît Bastien (FRA) |

|                            |                               |       |            |                                                                                     |
| 21 juni 2017 20:45 (UTC+2) | Duitsland                     | 3 – 0 | Denemarken | Stadion Cracovia, Krakau Toeschouwers: 9.298 Scheidsrechter: Serdar Gözübüyük (NED) |
| 21 juni 2017 20:45 (UTC+2) | Selke 53' Kempf 73' Amiri 79' |       |            | Stadion Cracovia, Krakau Toeschouwers: 9.298 Scheidsrechter: Serdar Gözübüyük (NED) |

|                            |                  |       |           |                                                                                   |
| 24 juni 2017 20:45 (UTC+2) | Italië           | 1 – 0 | Duitsland | Stadion Cracovia, Krakau Toeschouwers: 14.039 Scheidsrechter: Slavko Vinčić (SLO) |
| 24 juni 2017 20:45 (UTC+2) | Bernardeschi 31' |       |           | Stadion Cracovia, Krakau Toeschouwers: 14.039 Scheidsrechter: Slavko Vinčić (SLO) |

|                            |                      |       |                                                  |                                                                                |
| 24 juni 2017 20:45 (UTC+2) | Tsjechië             | 2 – 4 | Denemarken                                       | Stadion Miejski, Tychy Toeschouwers: 9.047 Scheidsrechter: Robert Madden (SCO) |
| 24 juni 2017 20:45 (UTC+2) | Schick 27' Chorý 54' |       | 23' L. Andersen 35', 73' Zohore 90+1' Ingvartsen | Stadion Miejski, Tychy Toeschouwers: 9.047 Scheidsrechter: Robert Madden (SCO) |

### Nummers 2
Van de nummers 2 plaatst de beste zich voor de knock-outfase. Omdat alle landen evenveel punten hebben gescoord werd gekeken naar het doelsaldo om te bepalen welk land het beste presteerde in de groepsfase. Dat bleek Duitsland.
| Pos. | Land      | GW | W | G | V | DV | DT | +/− | Ptn. |
| ---- | --------- | -- | - | - | - | -- | -- | --- | ---- |
| 1    | Duitsland | 3  | 2 | 0 | 1 | 5  | 1  | +4  | 6    |
| 2    | Slowakije | 3  | 2 | 0 | 1 | 6  | 3  | +3  | 6    |
| 3    | Portugal  | 3  | 2 | 0 | 1 | 7  | 5  | +2  | 6    |

## Knock-outfase
|  | halve finale     | halve finale     |  |        | finale           | finale           |
|  |                  |                  |  |        |                  |                  |
|  | 27 juni – Tychy  |                  |  |        |                  |                  |
|  | Duitsland        | 2 (4)            |  |        |                  |                  |
|  | Engeland         | 2 (3)            |  |        | 30 juni – Krakau | 30 juni – Krakau |
|  |                  |                  |  |        | Duitsland        | 1                |
|  | 27 juni – Krakau | 27 juni – Krakau |  | Spanje | 0                |                  |
|  | Italië           | 1                |  |        |                  |                  |
|  | Spanje           | 3                |  |        |                  |                  |

### Halve finale
|                            |                                            |              |                                     |                                                                                     |
| 27 juni 2017 18:00 (UTC+2) | Engeland                                   | 2 – 2 (n.v.) | Duitsland                           | Stadion Miejski, Tychy Toeschouwers: 13.214 Scheidsrechter: Gediminas Mažeika (TLA) |
| 27 juni 2017 18:00 (UTC+2) | Gray 41' Abraham 50'                       |              | Selke 35' Platte 70'                | Stadion Miejski, Tychy Toeschouwers: 13.214 Scheidsrechter: Gediminas Mažeika (TLA) |
| 27 juni 2017 18:00 (UTC+2) | Strafschoppen                              |              |                                     | Stadion Miejski, Tychy Toeschouwers: 13.214 Scheidsrechter: Gediminas Mažeika (TLA) |
| 27 juni 2017 18:00 (UTC+2) | Baker Abraham Chilwell Ward-Prowse Redmond | 3 – 4        | Arnold Gerhardt Philipp Meyer Amiri | Stadion Miejski, Tychy Toeschouwers: 13.214 Scheidsrechter: Gediminas Mažeika (TLA) |

|                            |                    |       |                                       |                                                                                   |
| 27 juni 2017 21:00 (UTC+2) | Spanje             | 3 – 1 | Italië                                | Stadion Cracovia, Krakau Toeschouwers: 13.105 Scheidsrechter: Slavko Vinčić (SLO) |
| 27 juni 2017 21:00 (UTC+2) | Saúl 53', 65', 74' |       | 50', 58' Gagliardini 62' Bernardeschi | Stadion Cracovia, Krakau Toeschouwers: 13.105 Scheidsrechter: Slavko Vinčić (SLO) |

### Finale
|                            |            |       |        |                                                                                    |
| 30 juni 2017 20:45 (UTC+2) | Duitsland  | 1 – 0 | Spanje | Stadion Cracovia, Krakau Toeschouwers: 14.059 Scheidsrechter: Benoît Bastien (FRA) |
| 30 juni 2017 20:45 (UTC+2) | Weiser 40' |       |        | Stadion Cracovia, Krakau Toeschouwers: 14.059 Scheidsrechter: Benoît Bastien (FRA) |

1978 · 1980 · 1982 · 1984 · 1986 · 1988 · 1990 · 1992 · 1994 · 1996 · 1998 · 2000 · 2002 · 2004 · 2006 · 2007 · 2009 · 2011 · 2013 · 2015 · 2017 · 2019 · 2021 · 2023 · 2025 · 2027 

Jeugd-EK's: onder 21 · onder 19 · onder 17       Jeugd-WK's: onder 20 · onder 17